# Paul Kipkoech
Paul Kipkoech, né le 6 janvier 1963 à Kapsabet, décédé le 13 mars 1995 à Eldoret, était un athlète kenyan, spécialisé dans le fond.

## Palmarès

### Jeux olympiques d'été
- Jeux olympiques de 1984 à Los Angeles,  États-Unis
  - 5e du 5 000 mètres.

### Championnats du monde d'athlétisme
- Championnats du monde d'athlétisme 1987 à Rome,  Italie
  -  Médaille d'or du 10 000 mètres
- Championnats du monde d'athlétisme 1983 à Helsinki,  Finlande
  - 9e du 5 000 mètres.

### jeux panafricains
- Jeux Africains 1987 à Nairobi,  Kenya
  -  Médaille d'or du 10 000 mètres
  -  Médaille d'argent du 5 000 mètres

### Championnats du monde de cross-country
- Championnats du monde de cross-country IAAF 1990 à Aix-les-Bains,  France
  -  Médaille d'or par équipe
- Championnats du monde de cross-country IAAF 1988 à Auckland,  Nouvelle-Zélande
  -  Médaille d'argent du cross long
  -  Médaille d'or par équipe
- Championnats du monde de cross-country IAAF 1987 à Varsovie,  Pologne
  -  Médaille d'argent du cross long
  -  Médaille d'or par équipe
- Championnats du monde de cross-country IAAF 1985 à Lisbonne,  Portugal
  -  Médaille d'argent du cross long
  -  Médaille d'argent par équipe
- Championnats du monde de cross-country IAAF 1983 à Gateshead,  Angleterre
  -  Médaille de bronze par équipe